# Tinovul Luci
Tinovul Luci este o arie protejată de interes național ce corespunde categoriei a IV-a IUCN (rezervație naturală de tip forestier și floristic), situată în estul Transilvaniei, pe teritoriul județului Harghita

## Localizare
Aria naturală se află în sudul județului Harghita (aproape de limita de graniță cu județul Covasna) în Munții Harghitei (la o altitudine de 1.080 m, în partea vestică a satului Sâncrăieni), ocupând teritoriul administrativ al municipiului Miercurea Ciuc și cel al comunei Sâncrăieni.

## Descriere
Rezervația naturală Tinovul Luci (suprapusă sitului de importanță comunitară omonim) a fost declarată arie protejată prin Legea Nr.5 din 6 martie 2000, publicată în Monitorul Oficial al României, Nr.152 din 12 aprilie 2000 (privind aprobarea Planului de amenajare a teritoriului național - Secțiunea a III-a - zone protejate) și se întinde pe o suprafață de 273 ha. Aria naturală reprezintă o zonă de mlaștini oliogotrofe acoperită cu vegetație lemnoasă, ierburi și flori. Aceasta conservă un habitat natural de tip: Turbării cu vegetație forestieră.

## Biodiversitate
Specii de arbori și arbusti: molid (Picea abies), brad (Abies), pin (Pinus L.), zadă (Larix), arbuști de mesteacăn (Betula pendula), salcie aurită (Salix aurita), zălog (Salix cinerea), merișor (Vaccinium vitis-idaea), afin (Vaccinium myrtillus), cununiță (Spiraea chamaedryfolia). 
La nivelul ierburilor este semnalată prezența curechiului de munte (Ligularia sibirica), specie floristică protejată prin Directiva Consiliului European 92/43/CE (Anexa I-a) din 21 mai 1992 (privind conservarea habitatelor naturale și a speciilor de faună și floră sălbatică); care vegetează alături de o gamă diversă de plante specifice turbăriilor; astfel: roua cerului (Drosera rotundifolia), ruginare (Andromeda polifolia), sânzâiene (Galium uliginosum), viorea (Viola epipsila), călțunul doamnei (Geum rivale), odolean (Valeriana dioica), poroinic (Dactylorhiza maculata), iarba ciutei (Doronicum austriacum), pufuliță (Epilobium palustre), vuitoare (Empetrum nigrum), bumbăcăriță (Eriophorum vaginatum), iarba vântului (Nardus stricta), rogoz (Carex nigra, Carex echinata, Carex rostrata). 

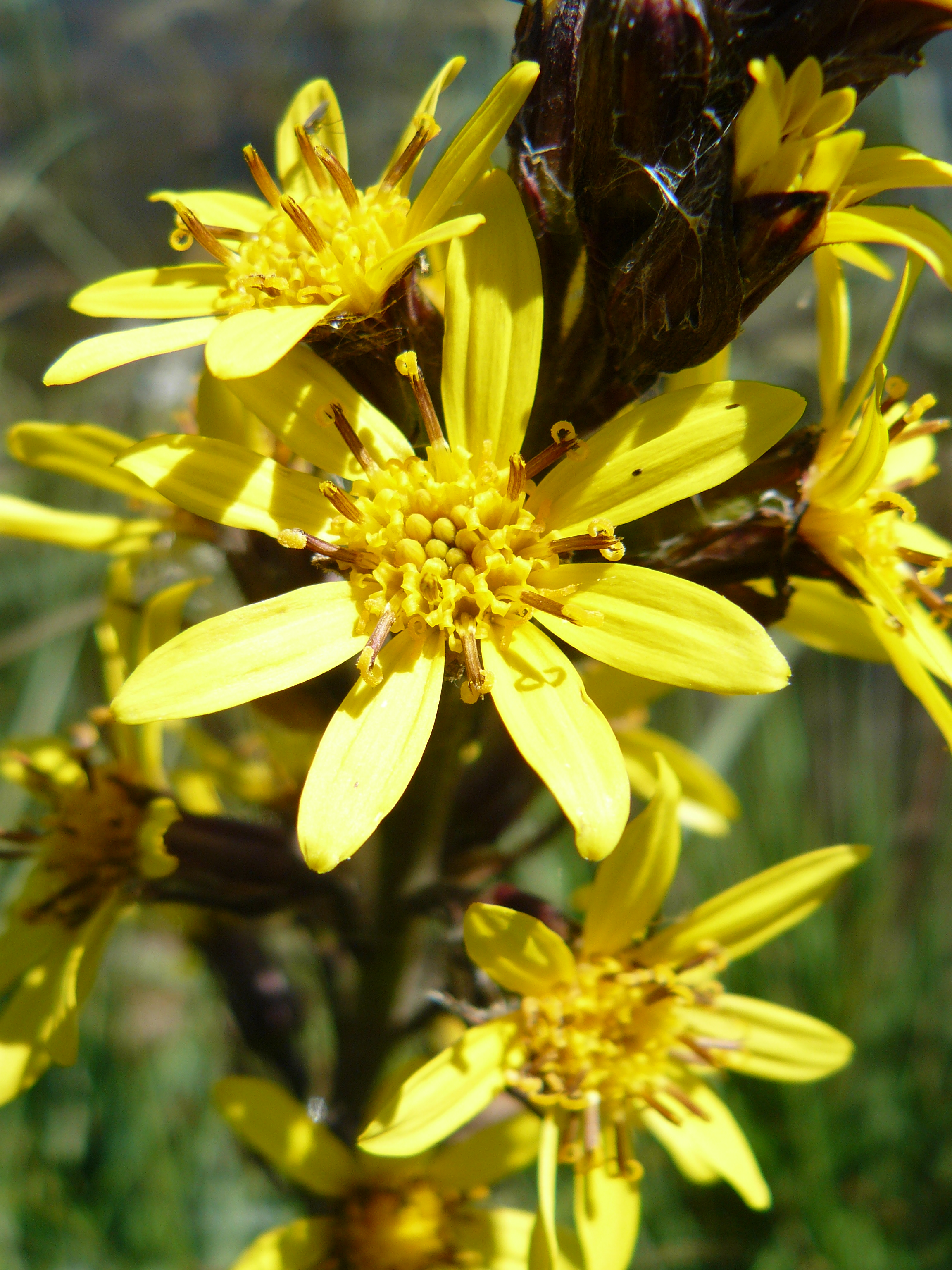
Curechi de munte (Ligularia sibirica)
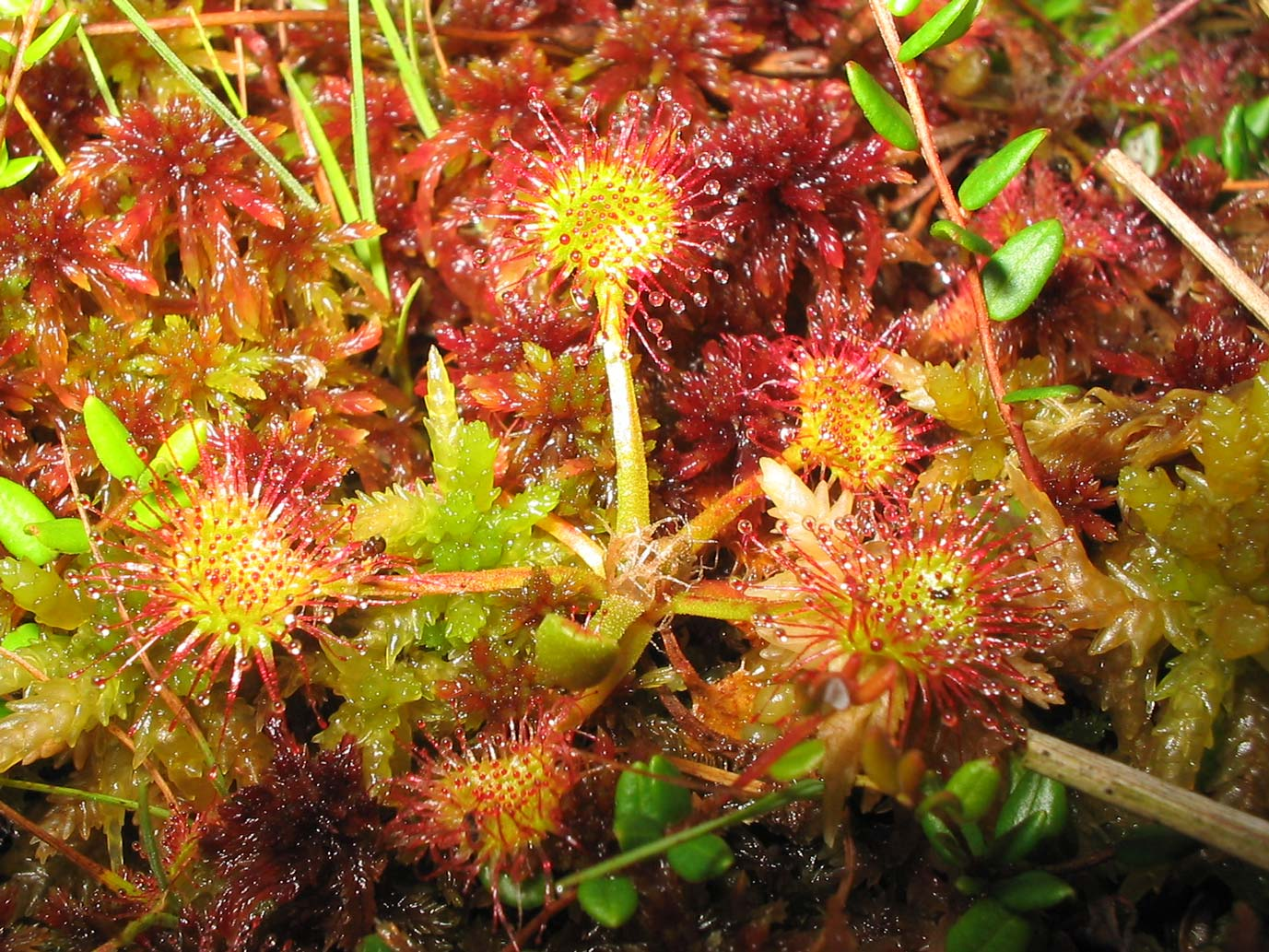
Roua cerului (Drosera rotundifolia)
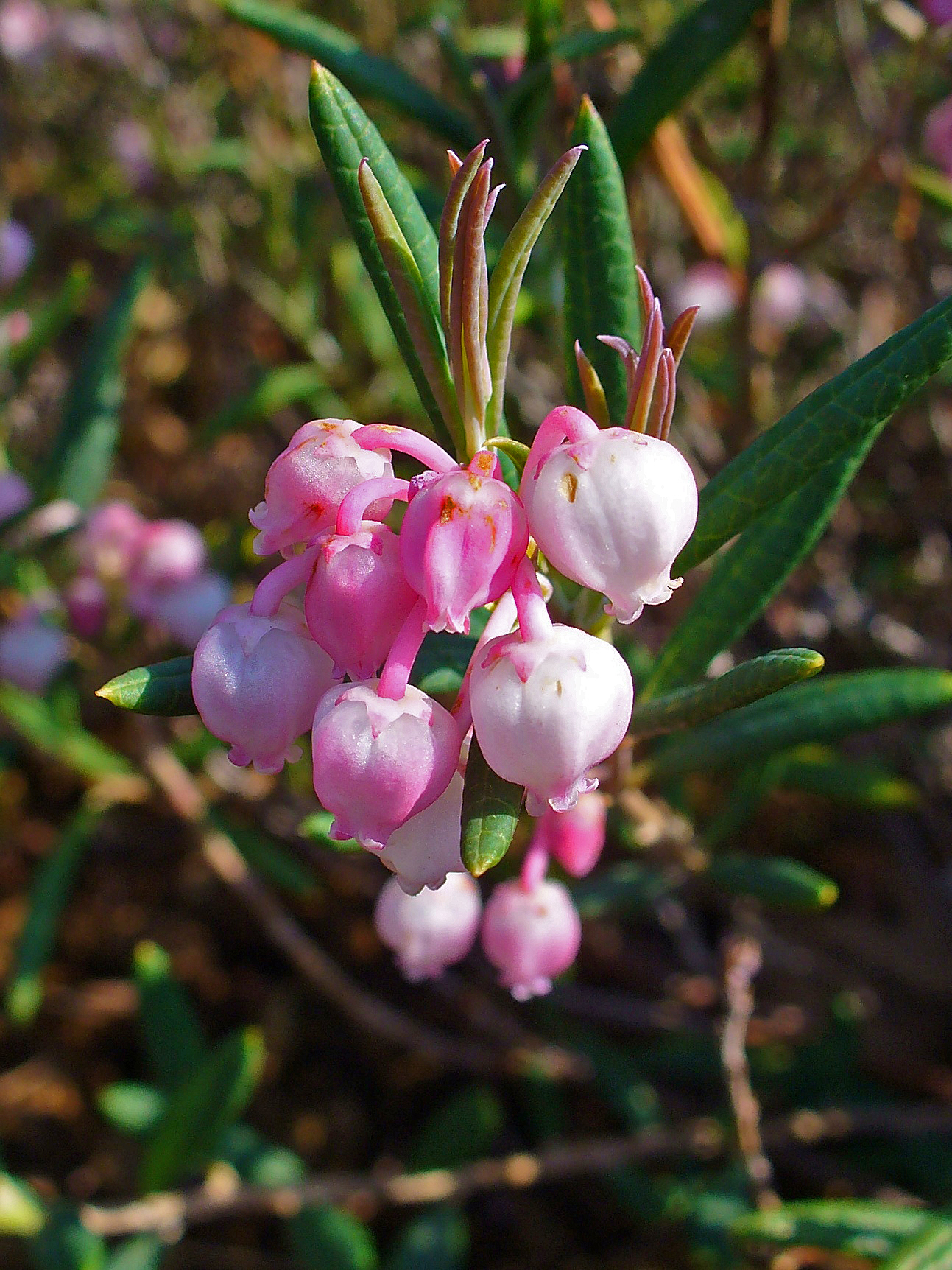
Ruginare (Andromeda polifolia)

Avifauna este reprezentată de câteva specii de păsări; printre care se află șorecarul comun (Buteo jamaicensis), cinteza (Fringilla coelebs) și mierla gulerată (Turdus torquatus).
În arealul rezervației este semnalată prezența unui amfibian din specia Rana temporaria (broasca-roșie-de-munte), specie aflată pe lista roșie a IUCN și a cinci specii de fluturi (Aphantopus hyperantus, Anthocharis cardamines, Lycaena tityrus, Colias hyale, Maniola jurtina).

## Căi de acces
- Drumul național DN12, pe ruta: Sfântu Gheorghe - Bodoc - Bixad - Băile Tușnad - Tușnad - drumul județean DJ123A pe ruta: Sânsimion - Sâncrăieni.
- Drumul național DN12, pe ruta: Miercurea Ciuc - Jigodin-Băi - Sâncrăieni.

## Monumente și atracții turistice
În vecinătatea rezervației naturale se află câteva obiective de interes istoric, cultural și turistic; astfel:
- Biserica romano-catolică "Sf. Treime" din Miercurea Ciuc, construcție secolul al XV-lea, monument istoric (cod LMI HR-II-m-A-12738.01).
- Biserica romano-catolică "Sf. Ștefan" din Sâncrăieni, construcție sec. XIV - XVIII, monument istoric (cod LMI HR-II-m-A-12960.01).
- Biserica romano-catolică "Înălțarea Sfintei Cruci" (Miercurea Ciuc), construcție 1758, monument istoric (cod LMI HR-II-m-B-12735.01).
- Ansamblul mănăstirii franciscane din Șumuleu Ciuc (Biserica mănăstirii franciscane "Vizita Mariei la Elisabeta" cu piatra funerară încastrată, Capela "Sf. Ioan Botezătorul"), construcție secolul al XVIII-lea , monument istoric (cod LMI HR-II-a-A-12745).

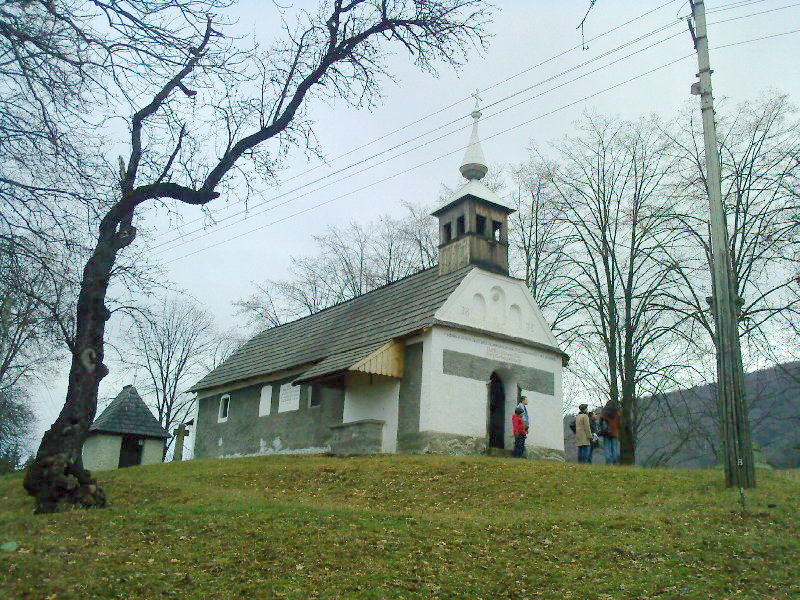
Capela „Salvator” din Șumuleu Ciuc

- Capela romano-catolică "Sf. Margareta" din Sântimbru, construcție sec. XV - XVIII, monument istoric (cod LMI HR-II-m-A-12969).
- Ansamblul "Drumul Crucii" (Kalvaria) din Șumuleu Ciuc (Capela romano-catolică "Sf. Anton", Capela romano-catolică "Passio" - A Patimilor, Capela romano-catolică "Salvator"), construcție sec. XV - XX, monument istoric (cod LMI HR-II-a-A-12720).
- Castelul Mikó din Miercurea Ciuc (azi Muzeul Secuiesc al Ciucului și Biblioteca Județeană), construcție sec. XVII - XVIII, monument istoric.
- Cetatea dacică de la Jigodin (sec. I. a. Chr. - I. p. Chr., Latène, Cultura geto - dacică).
- Ariile naturale: Mlaștina Borsároș - Sâncrăieni, Rezervația geologică de la Sâncrăieni, Mlaștina Büdös - Sântimbru, Bazinul Ciucului de Jos și Herculian.